# Pablo Salazar Mendiguchía

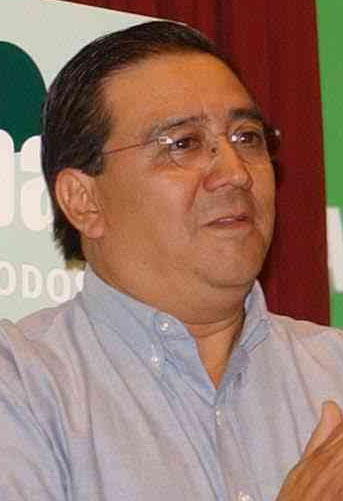
Pablo Salazar Mendiguchía

Pablo Salazar Mendiguchía (geboren Soyaló, 9 augustus 1954) is een Mexicaans partijloos politicus.
Van 1994 tot 2000 was hij senator voor de Institutioneel Revolutionaire Partij (PRI). In die tijd was hij betrokken bij onderhandelingen tussen de Mexicaanse regering en het Zapatistisch Nationaal Bevrijdingsleger (EZLN). Hij verliet de PRI echter vanwege het gebrek aan democratie binnen de partij.
In 2000 won hij de gouverneursverkiezingen van Chiapas. Opvallend aan deze verkiezing was dat hij partijloos was, maar werd gesteund door de Alianza por Chiapas (Alliantie voor Chiapas), een coalitie van zeer uiteenlopende partijen: PAN, PRD, PT, PVEM, CD, PSN, PCD en PAS. Alle oppositiepartijen waren in de alliantie vertegenwoordigd, enige afwezige was de oppermachtige PRI, die Chiapas (en Mexico) al decennialang regeerde.
Bij de tumultueuze gouverneursverkiezingen van 2006 waarbij zijn opvolger werd gekozen, werd hij ervan beschuldigd de kandidatuur van Juan Sabines Guerrero te actief gesteund te hebben, wat bij wet verboden is. Sindsdien hebben de twee echter met elkaar gebroken. Salazar is door zijn opvolger Sabines beschuldigd wegens corruptie en verduistering. Salazar zou met name in de nasleep van orkaan Stan grote hoeveelheden geld achterover hebben gedrukt. In juni 2011 werd Salazar op de Internationale Luchthaven van Cancún gearresteerd in afwachting van een proces. Salazar spreekt van een politiek proces; Sabines zou bang zijn dat Salazar zijn politieke invloed wil aanwenden om bij de verkiezingen van 2012 de kandidaatstelling van Sabines-getrouwen te dwarsbomen. In November 2012, kort voor het einde van de ambstermijn van Sabines, werd Salazar vrijgelaten.
- International Standard Name Identifier: 0000 0000 4523 4223
- Library of Congress Control Number: n2003105732
- Virtual International Authority File: 4313618
- WorldCat: E39PBJpDKgWG9k49jJTJM6vyh3